# MAC Ikonok
A MAC Ikonok egy magyarországi jégkorongcsapat Budapesten, ami a másodosztályú Andersen Ligában szerepel. A klub a hazai mérkőzéseit a Kisstadionban játssza. A csapat az Andersen Liga nyitószezonját megnyerte a Worm Angels legyőzésével 2-1-es arányban.

## Története
A klub 2022-től szerepel a másodosztályú Andersen Ligában. A kezdőszezonban a rájátszásba jutva győzte le a Worm Angels csapatát 2-1-es arányban, ezzel az újonnan indult liga első bajnoka lett.

## Szezonok
| Alapszakasz | Alapszakasz | Alapszakasz | Alapszakasz | Alapszakasz | Alapszakasz | Alapszakasz | Alapszakasz | Alapszakasz | Rájátszás                                    | Rájátszás                      | Rájátszás                          | Rájátszás             |
| Szezon      | LM          | GY          | GY.H.       | V. H.       | V           | G           | P           | Helyezés    | Negyeddöntő                                  | Elődöntő                       | Döntő                              | Eredmény              |
| ----------- | ----------- | ----------- | ----------- | ----------- | ----------- | ----------- | ----------- | ----------- | -------------------------------------------- | ------------------------------ | ---------------------------------- | --------------------- |
| 2022–23     | 16          | 9           | 1           | 1           | 5           | 105-90      | 30          | 3.          | Győzelem a Dél-Budai Hockey Club ellen (2-0) | Győzelem a DAB-ASP ellen (3-1) | Győzelem a Worm Angels ellen (3-0) | Andersen Liga-győztes |
| 2023–24     | 20          | 12          | 2           | 0           | 6           | 113-72      | 40          | 4.          | Vereség a Goodwill Pharma Szeged ellen (0-2) | -                              | -                                  | -                     |
| 2024–25     | 18          | 7           | 0           | 1           | 10          | 95:107      | 22          | 6.          | Vereség Lehel HC ellen (0-2)                 | -                              | -                                  | -                     |